# Нісімера
32°13′35″ пн. ш. 131°9′16″ сх. д. / 32.22639° пн. ш. 131.15444° сх. д.
Нісімера (яп. 西米良村) — село в Японії, в префектурі Міядзакі.